# Istituto regionale ville venete

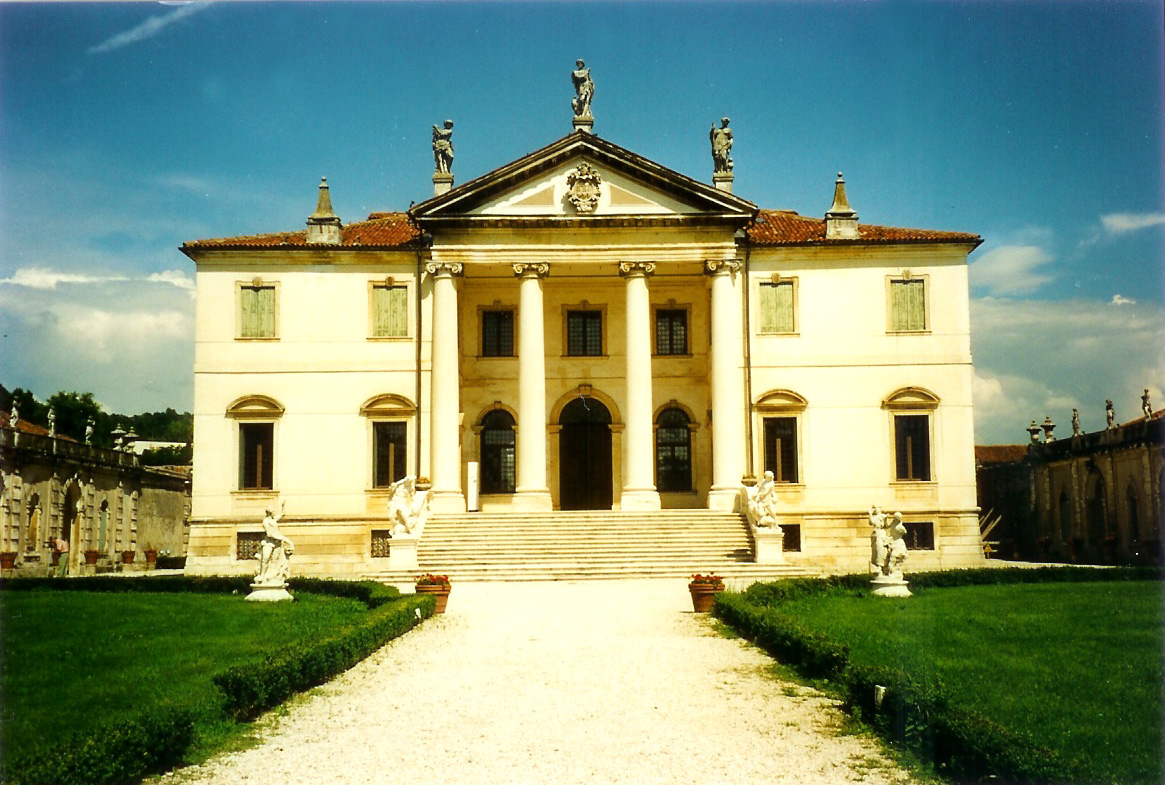
Villa Cordellina Lombardi, a Montecchio Maggiore, una delle centinaia di ville tutelate dall'Istituto regionale ville venete

L'Istituto regionale ville venete (IRVV) è un ente istituito per la salvaguardia del patrimonio artistico delle ville venete.

## Storia
A partire dal secondo dopoguerra, alcuni intellettuali (come Giuseppe Mazzotti e Giovanni Comisso) e alcune mostre risensibilizzarono stato e enti nei confronti del problema della tutela delle ville venete, cadute in profonda decadenza a partire dalla fine del XVIII secolo.
Da qui nacquero le prime iniziative di privati cittadini, volte alla valorizzazione e al restauro, finché, il 6 marzo 1958, si arrivò alla fondazione dell'Ente per le ville venete, rimasto in vita fino al 1978, anno della scadenza naturale del consorzio.
Dall'Ente, nel 1979, ebbe vita l'Istituto regionale ville venete, attivo da allora e promotore di iniziative economiche e culturali legate alle oltre quattromila ville presenti sul territorio di Veneto e Friuli.
Grazie alla loro valorizzazione, molte delle ville venete sono divenute motivo di attrazione turistica.